# Neptunea brevicauda
Neptunea brevicauda är en snäckart som först beskrevs av Gérard Paul Deshayes 1832.  Neptunea brevicauda ingår i släktet Neptunea och familjen valthornssnäckor. Inga underarter finns listade i Catalogue of Life.